# Claus Wellenreuther
Claus Wellenreuther (sinh năm 1935 tại Mannheim) là một doanh nhân và đồng sáng lập công ty phần mềm SAP SE người Đức.

## Nghề nghiệp
Wellenreuther học quản trị kinh doanh tại đại học Tổng hợp Mannheim với chuyên ngành vận trù học.
Ông đã nộp luận án về Markov processes and their implementation on queueing systems vào năm 1968. Sau đó, Wellenreuther làm việc tại IBM ở Mannheim, nơi ông chịu trách nhiệm phát triển các hệ thống kế toán tài chính. Năm 1971, ông rời IBM để lập trình một hệ thống kế toán tài chính tiêu chuẩn với batch processing. Sau đó, ông cùng với các đồng nghiệp cũ tại IBM là Hasso Plattner, Dietmar Hopp, Hans-Werner Hector và Klaus Tschira thành lập công ty phần mềm Systeme Anwendungen und Produkte in der Datenverarbeitung tại Weinheim, sau này trở thành SAP AG. Wellenreuther chịu trách nhiệm chính về kiến trúc và khái niệm của module kế toán tài chính SAP R/2.
Wellenreuther rời công ty vào năm 1980 vì lý do sức khỏe và nhận khoản bồi thường 1 triệu DM.
Năm 1982, ông thành lập DCW Software (Dr. Claus Wellenreuther GmbH & Co. KG) và đã phát triển thành một chuyên gia phần mềm ERP cỡ trung bình. Công ty đã được mua lại bởi SAP vào năm 2003. "deal among friends" đã bị chỉ trích nặng nề bởi các khách hàng của DCW vì hướng đến việc thay thế cho SAP. Năm 2004, DCW đã được sáp nhập với công ty con của SAP là Steeb Anwendungssysteme GmbH.